# Devil Without a Cause
Albums de Kid Rock
Early Morning Stoned Pimp
(1996) The History of Rock
(2000)
Devil Without a Cause est un album de Kid Rock, sorti en 1998.

## L'album
Considéré comme un chef d’œuvre du rap-rock, il est certifié trois fois disque de platine par RIAA et 9,3 millions d'exemplaires ont été vendus aux États-Unis.  
Il prend la tête du Heatseekers, la 4e du Billboard 200, la 8e du Top Internet albums et en 2013, réentre à la 4e du Billboard 200.
Il fait partie des 1001 albums qu'il faut avoir écoutés dans sa vie.

### Titres
Tous les titres sont de Kid Rock, sauf mentions.
| No  | Titre | Durée |
| --- | --- | ----- |
| 1.  | Bawitdaba ((Kid Rock, Matthew Shafer, Jason Krause))                                                                  | 4:27  |
| 2.  | Cowboy ((Robert J. Ritchie))                                                                                          | 4:17  |
| 3.  | Devil Without a Cause (avec Joe C. (Kenny Olson, Kid Rock, Matthew Shafer, Too Short, Larry Smith, Whodini))          | 5:32  |
| 4.  | I Am the Bullgod | 4:50  |
| 5.  | Roving Gangster (Rollin') ((Kid Rock, Matthew Shafer, Prince Markie Dee, Darren Robinson, Andy Nehra, Damon Wimbley)) | 4:24  |
| 6.  | Wasting Time ((Kid Rock, Matthew Shafer, Lindsey Buckingham))                                                         | 4:02  |
| 7.  | Welcome 2 the Party (Ode 2 the Old School) ((Kid Rock, Matthew Shafer, Lamont Dozier, Eddie Holland, Brian Holland))  | 5:14  |
| 8.  | I got One for Ya' (avec Robert Bradley (Kenny Olson, Kid Rock, Matthew Shafer, John Travis, Jerry Williams))          | 3:43  |
| 9.  | Somebody's Gotta Feel This ((Kid Rock, Matthew Shafer, Kenny Olson, John Travis))                                     | 3:09  |
| 10. | Fist of Rage ((Kid Rock, Matthew Shafer, John Travis))                                                                | 3:23  |
| 11. | Only God Knows Why ((Kid Rock, Matthew Shafer, John Travis))                                                          | 5:27  |
| 12. | Fuck Off (avec Eminem (Kid Rock, Matthew Shafer, Marshall Mathers, Jason Krause))                                     | 6:13  |
| 13. | Where U at Rock | 4:24  |
| 14. | Black Chick, White Guy (I Am the Bullgod (remix, titre caché))                                                        | 12:01 |

### Musiciens
- Kid Rock : voix, guitares, banjo, synthétiseur, basse
- Jimmy Bones : claviers, orgue, piano, harpe, synthétiseur
- Joe C. : voix
- Stefanie Eulinberg : batterie, percussions
- Shirley Hayden, Misty Love, Uncle Kracker : chorale
- Jason Krause :guitare
- Kenny Olson : guitare électrique
- Eminem : voix sur Fuck Off
- Kenny Tudrick : guitare, batterie
- Matt O'Brien : basse
- Robert Bradley's Blackwater Surprise : voix sur I Got One for Ya
- Thornetta Davis : voix sur Wasting Time